# Déni de la théorie du germe
Le déni de la théorie du germe est une croyance pseudoscientifique qui prétend que les bactéries et virus ne causent pas de maladies.
Cette croyance est souvent rattachée à la théorie d'Antoine Béchamp, qui affirmait que les tissus humains malades pouvaient produire des microbes, et donc que la présence de ceux-ci étaient une conséquence de la maladie et non l'inverse. 
Le déni de la théorie du germe peut prendre différentes formes, parfois extrémistes, comme lorsque l'existence des germes est niée, ou bien lorsque la pathogénicité de certains germes est niée. Dans la forme la plus fréquente de déni, plus « douce », les microbes peuvent causer des maladies, mais uniquement si l'organisme hôte est déjà en mauvaise santé. Il suffirait donc d'avoir un mode de vie correct et une bonne alimentation pour éviter les maladies infectieuses. Les défenseurs de la théorie du germe répondent que, par exemple, la  grippe espagnole a tué des millions de personnes, dont de nombreuses étaient jeunes et en bonne santé.
Une origine du déni de la théorie du germe pourrait être l'idée que la nature est bienveillante et que les micro-organismes ne peuvent donc être ni nocifs ni mortels.
Une conséquence du déni de la théorie du germe chez les praticiens alternatifs pourrait être une moindre inclination à l'hygiène des mains ou des locaux accueillant les malades, et une moindre recommandation de la vaccination à leur patientèle. D'une manière générale, le déni de la théorie du germe renforce l'opposition à la vaccination.

## Théorie d'Antoine Béchamp

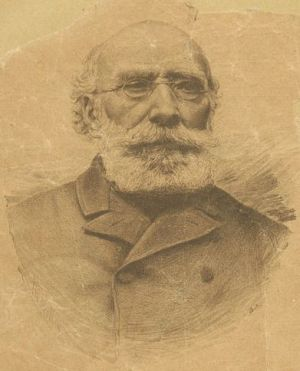
Antoine Béchamp

Cette croyance fait souvent référence à une théorie d'Antoine Béchamp, dans laquelle la maladie est à l'origine de l'apparition du germe. Cette théorie s'opposait à celle de son contemporain Louis Pasteur, où c'est le germe qui provoque la maladie. Pour Béchamp, les micro-organismes sont une conséquence de la maladie : ils sont produits par les tissus lésés ou malades. Il en découle qu'il faut se préoccuper de la santé et non des micro-organismes.
Antoine Béchamp affirmait que les bactéries étaient issus de structures nommées microzymas, normalement présentes dans l'organisme, et donc que les bactéries ne proviendraient pas du milieu extérieur à l'organisme. La théorie de Béchamp a été invalidée depuis longtemps par les découvertes faites en microscopie électronique, en biologie moléculaire et en génétique. Il est désormais bien établi que les bactéries sont des êtres vivants à part entière, dont certains peuvent être pathogènes, tandis que les virus sont des particules infectieuses qui se propagent par contagion. Il n'y a donc plus de débat scientifique sur ce sujet depuis longtemps, contrairement à ce que prétendent certains militants anti-vaccins,.
D'après David Gorski, il existe une vérité dans les idées de Béchamp, dans la mesure où le « terrain », c'est-à-dire le corps, joue un rôle important dans les maladies infectieuses, les personnes déjà fragiles étant plus impactées que les personnes en bonne santé.
Claude Bernard a également postulé que le « terrain » était essentiel et que la santé du « terrain » ne dépendait pas des micro-organismes. Pour Claude Bernard, les fluides interstitiels forment un environnement interne qui nourrit les cellules et maintient un état d'équilibre. Il appelle, comme d'autres, cet environnement le « terrain ».

## Diverses croyances
Il existe plusieurs degrés de déni de la théorie des germes,.

### Déni modéré, théorie du «terrain»
David Gorski estime que la forme le plus courante du déni est une forme modérée, où il est considéré que le microbe peut déclencher la maladie, mais seulement si la personne hôte est déjà affaiblie. Autrement dit, le facteur principal qui détermine l'apparition de la maladie n'est pas le microbe mais le « terrain ». Dans ce type de croyance, il suffit donc, pour ne pas tomber malade, de s'alimenter correctement, de faire les bons exercices, de prendre les bons compléments alimentaires, etc, ce qui serait plus avantageux que la vaccination, puisque l'on ne s'injecte pas les « toxines » des vaccins dans le corps.
Selon l'universitaire Caitjan Gainty, de nombreux négateurs de la théorie du germe sont adeptes de la « théorie du terrain » et proposent toute une variété de thérapies censées rééquilibrer le « terrain » et le purger de ses toxines. Ces thérapies promettent la création d'un environnement corporel qui permet de vivre en harmonie avec les microbes.
Ce genre de croyance est très fréquent chez les adeptes des pratiques alternatives. Par exemple, lors d'une interview, l'humoriste Bill Maher déclare au sujet du vaccin de la grippe qu'il n'est jamais malade de la grippe grâce à son mode de vie et son alimentation, et qu'il pourrait monter dans un avion où plusieurs passagers ont la grippe sans l'attraper. Bob Costas, le journaliste interviewer, lui répond : « Oh, vous êtes superman ». D'après David Gorski, cette réaction du journaliste est pertinente, puisque la forme actuelle du déni de la théorie du germe semble affirmer qu'un mode de vie adapté fera de nous des super hommes et des super femmes, protégées de toutes les maladies infectieuses.
David Gorski précise cependant qu'il existe effectivement une part de vérité dans cette croyance, puisqu'une personne en mauvaise santé est moins protégée des bactéries : il est notamment connu que les diabétiques sont plus exposés aux infections. Et depuis des décennies, la médecine étudie les effets de l'alimentation et d'une bonne santé globale sur la résistance aux infections. Mais pour David Gorski, la ligne rouge est dépassée lorsque les naturopathes prétendent qu'une bonne santé suffirait à nous protéger des maladies infectieuses : David Gorski rappelle qu'il est possible d'être en parfaite santé, d'être jeune, et pourtant de mourir de la grippe. Cela a été le cas en 1918 pour des millions de personnes, et la pandémie a démarré dans l'armée, chez de jeunes adultes en parfaite santé.
L'universitaire Caitjan Gainty estime que la théorie du germe et la théorie du « terrain » n'ont pas toujours été des idées considérées comme s'excluant mutuellement. Elle mentionne l'immunologiste Thomas Magill dans les années 1950, pour qui le « terrain » pourrait avoir une importance. Elle voit également dans l'utilisation des probiotiques, qui prétend ramener « équilibre » et « variété » dans le tube digestif et ainsi améliorer notre santé, une trace de la « théorie du terrain ». Elle estime que la reconnaissance du rôle du « terrain » qu'est le Microbiote intestinal humain n'est pas opposée à la théorie du germe mais s'y intègre. Elle regrette que le débat et la ligne de fracture entre négateurs et défenseurs de la théorie du germe imposent à la théorie du germe et à la science en général une « rigidité et une fixité » qu'elle n'a pas.

### Déni extrême
A son stade le plus élevé, la croyance consiste à nier l'existence même des germes :  Pete Hegseth, secrétaire à la Défense des États-Unis, ancien animateur de Fox News, a ainsi déclaré ne plus se laver les mains depuis dix ans, estimant que s'il ne voit pas les germes, alors ils ne sont pas réels.
Un autre degré élevé de déni est de dire que les microbes n'ont rien à voir avec la maladie, qu'ils apparaissent à la suite d'une dégradation du « terrain », mais qu'ils sont un simple indicateur de la maladie et non une cause. Le site internet Ars Technica donne pour exemple les « délires » du groupe Facebook nommé « Terrain Model Refutes Germ Theory ». Ce dernier affirme que les virus sont de simples débris cellulaires qui ne peuvent ni causer ni transmettre une maladie d'une personne à une autre, et que les bactéries sont des charognards. Pour ce groupe, la maladie découle uniquement d'une accumulation de toxines due à un mode de vie non naturel, et les symptômes de la maladie sont seulement le signe que le corps tente de se « détoxifier ». S'il n'y parvient pas, la maladie progressera à travers sept niveaux, le dernier étant le cancer. En éliminant les composants toxiques de l'alimentation, il serait selon le groupe possible de se guérir, mais le rétablissement à partir du septième niveau pourrait être néanmoins difficile.

#### Croyance en des germes utiles
D'après David Gorski, une autre croyance attachée au déni de la théorie du germe est que non seulement les germes ne provoquent pas la maladie mais qu'ils sont utiles pour s'en débarrasser, car ils permettraient d'éliminer des matières toxiques accumulées dans l'organisme. David Gorski estime que cette croyance est « négationniste ». En effet, il explique qu'il existe effectivement de nombreuses bactéries vivant dans le côlon et des milliards de bactéries sur la peau, mais que cette croyance ne reconnaît pas l'existence, en sus de bactéries utiles, de bactéries pathogènes.

## Origines du déni
David Gorski émet l'hypothèse qu'une origine du déni réside dans l'idée que la nature est bienveillante et qu'il ne pourrait donc pas exister de micro-organismes nuisibles ou même mortels. David Gorski estime également qu'il est plus rassurant de se dire que l'on peut rester maître de sa santé par le biais de l'alimentation, de l’exercice, ou diverses activités, plutôt que de se dire qu'un coup du sort peut conduire à une infection par des microbes qui n'attendaient que l'occasion de nous attaquer et qui n'ont que faire de notre alimentation ou de nos activés de santé. L'universitaire Harriet Hall estime également que l'intérêt du déni de la théorie du germe est que cela permet de penser qu'il est possible de conserver le contrôle de la santé et ne pas se sentir menacé « par des événements aléatoires imprévisibles » : « Le monde semble plus sûr et plus facile à gérer ».
Selon Mark Crislip, des praticiens alternatifs croient en la magie, et cela les empêche de comprendre les maladies infectieuses et la théorie du germe.
Pour le neurologue Steven Novella, le déni de faits facilement vérifiables est une illustration de la puissance de l'effet psychologique que peut avoir l'idéologie sur le cerveau humain. Il estime que tous les êtres humains sont influencés par des mécanismes psychologiques et qu'ils ont donc besoin d'une approche scientifique rigoureuse pour analyser les questions complexes telles que l'immunité et la maladie.

## Conséquences
Pour Mark Crislip, les croyances concernant la cause des maladies ont des conséquences. Il déclare : « croire que les microbes ne causent pas de maladies n'affecte pas les microbes. Ils sont bien là, attendant l'occasion de vous envahir et d'essayer de vous tuer ». Selon lui, un déni ou une mauvaise appréciation de la théorie du germe par des intervenants de pratiques alternatives peuvent conduire à des infections. C'est le cas de l'acupuncture, où les aiguilles enfoncées à travers la peau peuvent faire pénétrer des germes dans le corps. Une épidémie d'amibiase a été associée au lavage de l'intestin, avec notamment 10 personnes malades ayant dû subir une colectomie. Les tests ont montré une forte présence de bactéries fécales dans la machine utilisée pour l'irrigation colonique. Selon Mark Crislip, il est possible que la gravité de la maladie soit due au mode d'inoculation. Mark Crislip liste d'autres pratiques qui peuvent être contaminante, comme l'injection de vitamines ou la moxibustion, une blessure résultant de la brûlure étant un terreau fertile pour les infections. En chiropractie, certaines tables d'examen sont mal désinfectées : lors de deux études, des staphylocoques dorés résistants à la méticilline y ont été trouvés. Mark Crislip ne s'en étonne pas, estimant logique qu'une croyance que les germes ne causent pas les maladies conduit à un comportement moins rigoureux en ce qui concerne les désinfections des surfaces. Mark Crislip reste prudent quant aux conséquences d'un déni de la théorie du germe dans les pratiques alternatives : il n'a pas trouvé d'études évaluant le respect chez les praticiens alternatifs des règles de base d'hygiène des mains et autres recommandations en matière de lutte contre les infections. Et il affirme que même dans les milieux de la médecine scientifique, le respect de l'hygiène des mains est « historiquement faible ».
Par ailleurs, Mark Crislip fait  un lien entre le déni de la théorie du germe par des praticiens alternatifs et l'opposition aux vaccins. Il estime que si l'on croit que les germes ne provoquent pas la maladie, il paraît naturel de ne pas avoir recours à la vaccination pour protéger des infections. Il rapporte qu'une enquête indique que 27 % des chiropraticiens déconseillent la vaccination des enfants. Dans une autre étude, l'enquêteur sous l'identité d'un faux patient a questionné 93 homéopathes et chiropracteurs sur internet, et un seul d'entre eux a conseillé le vaccin contre la rougeole, les oreillons et la rubéole. L'universitaire Harriet Hall estime que les personnes qui rejettent la théorie du germe ne sont pas inoffensives : en rejetant la vaccination, elles diminuent l'immunité collective de l'ensemble de la population et mettent donc en danger la santé publique.

## Pandémie de Covid-19
Selon David Gorski, la pandémie de Covid-19, qui a fait notamment 350 000 morts aux États-Unis en 2020, a fait passer le déni de la théorie du germe du stade de simple « curiosité » à celui d'une « menace majeure pour la santé publique ». La raison en est que cette croyance soutient les résistances aux mesures sanitaires, aux masques, aux vaccins, etc. Selon le site Ars Technica, la pandémie de Covid-19 a été l'occasion d'une « renaissance » pour les négateurs de la théorie du germe. Le site donne pour exemple le groupe Facebook « Terrain Model Refutes Germ Theory », qui est passé de 147 membres en avril 2020 à 18 400 en août 2021. Le groupe nie l'existence même d'une pandémie.
David Gorski affirme que, pendant cette pandémie, le déni de la théorie du germe est souvent une « négation molle », où le virus du Covid-19 est bien considéré comme un agent causal de la maladie, mais avec la mise en garde qu'il serait possible de se protéger avec l'alimentation, l'exercice, et le style de vie. David Gorski estime que cela est un peu vrai, puisque les personnes atteintes de comorbidités ou en mauvaise santé sont beaucoup plus susceptibles de mourir du Covid-19, mais que les « négateurs mous » de la théorie des germes s'illusionnent lorsqu'ils pensent ne pas pouvoir tomber gravement malades parce qu'ils sont en bonne santé. De plus, David Gorski juge que ce « déni mou » conduit à une stigmatisation de ceux qui tombent malades, car il peut leur être reproché de s'être mis en danger par un mode vie malsain. David Gorski affirme également que cela peut conduire à une quasi forme d'eugénisme, comme avec la déclaration de Great Barrington, qui propose de laisser le coronavirus se répandre dans la population « saine » tout en mettant en place une « protection ciblée » pour les personnes vulnérables. David Gorski s'oppose à cette recommandation, estimant que le virus peut tuer des personnes en bonne santé et qu'il est impossible d'assurer la protection des personnes fragiles dans un contexte de propagation exponentielle du virus. Enfin, ce « déni mou » de la théorie des germes donne un « prétexte ayant une apparence raisonnable » pour s'opposer au port de masques, à toute sorte de confinement, et aux vaccins.

## Pratiques de santé alternatives
Selon David Gorski, le déni de la théorie du germe va dans le sens du « dogme central » de la naturopathie et des thérapies alternatives, qui stipulent que l'être humain, par le biais de l'alimentation et du mode de vie, a un contrôle quasiment total sur le fait de rester en bonne santé,. D'après David Gorski, le déni de la théorie du germe est même pratiquement l'idée organisatrice centrale des approches thérapeutiques alternatives. Par ailleurs, il estime que ce déni alimente le mouvement anti-vaccins.